# Стефанов, Юрий Николаевич
Юрий Николаевич Стефанов (псевдонимы — Георгий Кетер, Георгий Незнамов, 26 июня 1939, Орёл — 28 июня 2001, Москва) — культуролог, поэт, прозаик, переводчик.

## Биография
Родился в семье служащих. Первые годы жил на родине отца в г. Саки Симферопольской области. Потом — в родном городе матери Орле, где в 1957 окончил среднюю школу с золотой медалью. В 1957—1960 учился в Первом Московском медицинском институте. В 1968 окончил исторический факультет МГУ по специальности «история искусства». Рекомендацией для поступления в аспирантуру Института истории и теории искусства Академии художеств СССР он не воспользовался.
С 1960 года работал в Художественном фонде РСФСР, Государственном музее истории народов Востока, в Научно-методическом совете по охране памятников культуры.
Витковский пишет о нём: "В детстве находился в родном Орле при немецкой оккупации, был контужен взрывом советской бомбы (впрочем, с таким же успехом бомба могла быть и немецкой) и на всю жизнь сохранил теплые воспоминания о доброте солдат вермахта. Убеждения Стефанова делали для многих общение с ним недопустимым, но сейчас речь не о них: талант у него был незаурядный. (…) Его мистицизм вызывал раздражение у тех, кто расценивал этот мистицизм как поверхностный, но сам-то Ю.Н. свои познания в данной области таковыми не считал. Он писал: «„Незримый мир“, „мир духов“… Простая параллель: оголенный провод под напряжением и без. И в том, и в другом случае мы разницы не замечаем. Нам незрима сила, бегущая по проводу, и лишь войдя с нею в телесное соприкосновение, мы её постигаем — мучительно, а то и ценою жизни»".

### Творчество
Писать стихи и прозу, а также переводить, начал со школьных лет. Первые публикации — в студенческой прессе Мединститута. Стихи публиковались в журнале «Грани» (1962, 1967). Был участником популярных в 1960-е гг. поэтических чтений на пл. Маяковского. Свои стихотворения начинающий поэт зачастую объединял в рукописные сборнички с собственными иллюстрациями: «Юрий Северянин. Руны Мрака (1956—1957)», «Bras de fer» (1956—1958), «Стихи 1957—1967 года», «Медузы и крабы» (1959), «Камни и звёзды» (1961), которые раздаривал друзьям. Проза публикуется с 1989: цикл рассказов «Закудыкина гора» в первом независимом издании в СССР — альманахе «Весть», отмеченный известным критиком Аллой Марченко.
В 1990-е гг. сочинения Стефанова постоянно публикуются в журналах «Комментарии», «Волшебная гора», «Согласие», «Гнозис» и др.
В 1997 напечатаны два его поэтических сборника «Конь осьминог» и «Заклинания» (оба — М., изд. Елены Пахомовой). Уже посмертно вышли его книги «Скважины между мирами. Литература и традиция. Сборник статей» (2002), «Крыльцо Ангелов. Повести. Рассказы. Эссе» (2004), «Изображение на погребальной пелене» (2006), «Мистики, оккультисты, эзотерики» (2006), «Господи, дай слова́» (2015), «Предрассветный гуляка» (2016), «Зеркальные весы гемисфер» (2017).
В 2020 г. вышел первый том в 2-х частях («Литературная критика», изд. «Картуш», Орёл) 7-томного собрания сочинений Стефанова.
Переводы, в основном французской литературы, публикуются с нач. 1970-х гг. (первый поэтический перевод опубликован в 1973 в т. 131 Библиотеки всемирной литературы) в журналах «Иностранная литература», «Комментарии» и в сборниках, выпущенных издательствами «Художественная литература», «Прогресс», «Радуга», «Искусство», «ЭКСМО» и др.
Переводил крупнейших французских поэтов и прозаиков: Кретьена де Труа, П. Ронсара, Вольтера, А. Рембо, А. Камю, Э. Ионеско и др., а также сочинения Э. Верхарна, Ф. Г. Лорки, Х. Л. Борхеса, М. Кундеры (который, по сведениям Е. Витковского, «был готов отдать права перевода на русский язык бесплатно при условии, что переводчиком будет Стефанов»).
В 1980 Стефанов получил премию издательства «Художественная литература» «Золотое перо» по номинации «переводы».
Стефанов пользовался признанием, как выдающийся знаток эзотерической литературы и мирового фольклора, открывший российскому читателю целый пласт западноевропейской культуры. «Число текстов мировой культуры, так или иначе введенных им в наш духовный обиход, не поддается учёту». Стефанов опубликовал множество статей в журналах «Вопросы философии», «Наука и религия», «Литературное обозрение», «Иностранная литература» и др. о творчестве Я. Бёме, Г. Майринка, Р. Генона, Э. Блэквуда, М. Элиаде, Г. Лавкрафта, Ф. Шюона и др., предисловий и комментариев к их сочинениям. Стефанов также и переводил их произведения.
Стихи и прозу Стефанова отличает напряженный духовный поиск. Он был убежден, «что просто невозможно создать „художественный“ текст, в котором… не сквозили бы символические духовные первоосновы бытия, в котором нельзя было бы различить хоть несколько самоцветных осколков довременной мудрости».
Свое отношение к литературному творчеству он лучше всего выразил в своем стихотворении «Солнце крови и звезда печали»:
```
И лишь сжав ярмом, святым и страшным,
Млечный путь, и солнце, и звезду,
Лемехом пера на белой пашне
Первой строчки взрежешь борозду.
```

«Он, может статься, то ускользнувшее от суетного общественного внимания звено культурной преемственности, без которого не понять до конца современного состояния российского духа», — написал о Стефанове писатель и издатель Александр Давыдов.
В Орловском объединённом государственном литературном музее им. Тургенева создан личный фонд Ю. Стефанова № 162.